# Taverna (Catanzaro)
Taverna és un municipi italià, situat a la regió de Calàbria i a la província de Catanzaro. L'any 2006 tenia 2668 habitants. És conegut per ser el poble natal del pintor Mattia Preti.

## Agermanament
- Żurrieq, Malta